# Spinococcus mathisi
Spinococcus mathisi är en insektsart som först beskrevs av Alfred Serge Balachowsky 1953.  Spinococcus mathisi ingår i släktet Spinococcus och familjen ullsköldlöss.
Artens utbredningsområde är Tunisien. Inga underarter finns listade i Catalogue of Life.